# Kazimieras Būga
Kazimieras Būga (6. listopadu 1879 – 2. prosince 1924) byl litevský lingvista a filolog, zabývající se především rodnou litevštinou.

## Život
Narodil se 6. listopadu 1879 v Pažiege, město bylo tehdy součásti Ruského impéria.
Byl jmenován osobním tajemníkem litevského lingvisty Kazimierase Jauniuse. V letech 1905 až 1912 studoval na Petrohradské státní univerzitě. Poté pokračoval v práci u Jana Niecisława Baudouina de Courtenay. Později se přestěhoval do Königsbergu, kde pokračoval ve studiu pod vedením Adalberta Bezzenbergera. V roce 1914 získal titul magistra lingvistiky.
Zkoumal především litevská jména. Kromě toho studoval chronologickou posloupnost slovanských přejatých slov v baltských jazycích.
Provedl jazykovou rekonstrukci jmen prvních knížat Litevského velkoknížectví a vyvrátil teorie o jejich slovanském původu. To se stalo hlavním podnětem pro koncepci Akademického slovníku litevštiny.
Zemřel 2. prosince 1924 v Königsbergu ve věku 45 let. Pohřben byl na Petrašiunském hřbitově v Kaunasu.